# Azocina
La azocina es un compuesto orgánico heterocíclico con la fórmula molecular C7H7N. Consiste en un anillo insaturado de ocho miembros que tiene siete átomos de carbono, un átomo de nitrógeno y cuatro dobles enlaces.

Los anillos de azocina saturados o parcialmente saturados forman la estructura central de un grupo de compuestos opioides a veces conocidos como azocinas. Estos incluyen la ciclazocina, pentazocina, y fenazocina. El análogo completamente saturado de la azocina es el azocano. Los anillos de azocina se encuentran en muchos productos naturales, incluida la familia de los alcaloides marinos de manzamina. Uno de estos compuestos es la nakadomarina A, que contiene una azocina parcialmente saturada dentro de su sistema de anillo condensado hexacíclico.

Nakadomarina A